# Токійський симфонічний оркестр
Токійський симфонічний оркестр (яп. 東京交響楽団, англ. Tokyo Symphony Orchestra) — японський симфонічний оркестр. Заснований у 1946 році, сучасну назву отримав у 1951 році. Скорочено іменується яп. 東響 (Tōkyō) на відміну від Токійського столичного симфонічного оркестру, що іменується яп. 都響 (Tokyō).